# وولامبیتا
وولامبیتا (به لاتین: Volambita) یک منطقهٔ مسکونی در ماداگاسکار است که در ایهورومبه واقع شده‌است. وولامبیتا ۵٬۶۱۷ نفر جمعیت دارد.